# Езикова гимназия „Пловдив“
Езикова гимназия „Пловдив“ (накратко ЕГ „Пловдив“ или Language High School „Plovdiv“) е средно училище в град Пловдив. Учебното заведение се определя като „общообразователно училище, профилирана гимназия“ с общинско финансиране.

## История
Гимназията е открита е в Пловдив през 1958 г. като Смесена гимназия с преподаване на английски език, поради което е по-известна като „английската гимназия“ или ELS - English Language School .
По-късно е наречена на известния публицист Георги Кирков, поради което част от по-старите випуски се наричат фамилиарно „кирковци“. В България тя е сред първите учебни заведения от този тип, възникнали от потребността да се създават високообразовани кадри по западен език.
В Езикова гимназия „Пловдив“ освен (на) английски се преподава и (на) немски език.
До края на първия срок на 1991 година има три френски, три немски и шест английски паралелки, дотогава това е най-голямата гимназия и училище въобще в страната.
През лятото на 2009 г. са започнати нови ремонтно-реновационни дейности (основно на вътрешността на сградата), които водят до цялостно обновяване на кабинетите по английски език и обогатяване на мултимедийните помощно-технически средства. Обновителните дейности продължават и през следващите години с цел осъществяване на цялостна реновация на учебната сграда в посока по-нататъшното модернизиране на материално-базовата учебно-възпитателна среда.
Гимназията е средище на интензивен интелектуален растеж и кипяща дейност и се е утвърдила като един от най-авторитетните учебни центрове в страната, а известността ѝ е преминала границите на България.
Езикова гимназия „Пловдив“ е сред малкото учебни заведения в страната, асоциирани към ЮНЕСКО.
С указ на Държавния съвет на НРБ № 1517/19.05.1983 гимназията е наградена с орден „Кирил и Методий“ – I степен за постигнати високи успехи в учебно-възпитателната дейност.

### Директори
- Любен Христов (5 октомври 1958 – 13 февруари 1992 г.)[2]
- Валентин Караминев
- Нели Нончева (в.и.д.)
- Люба Попова (в.и.д.)
- Мариана Генчева
- Пенка Стайкова (в.и.д.)
- Николай Радев

### Сгради
Първоначално гимназията се помещавала в сградата на Интернат „Роза Димитрова“ (до „Четвъртък пазар“), а урочната дейност се провеждала в Гимназия „Димитър Благоев“. През втория срок на 1958/1959 учебна година пансионът и училището се събират в сградата на Духовната семинария, разположена между Небет тепе, Стария град и река Марица. Там е заснет и известният български игрален филм „Вчера“. Филмът е по книгата на Владо Даверов, възпитаник на Ловешката немска гимназия.
През 1976 г. училището се премества в новопостроената сграда на бул. „Москва“, 3-ти км в Северния район (квартал Кършияка) на гр. Пловдив (днес бул. „България“ №123, срещу АГ Пловдив – отделение към МБАЛ Пловдив (бившата Окръжна болница)).

### В съвремието
В училището се обучават над 1300 ученици, разпределени в 50 паралелки (всички от които с чуждоезиков фокус), като във всяка от петте учебни степени (от VIII до XII клас) има по четири паралелки в профил „Немски език“ и по 6 – в профил „Английски език“, като всеки клас изучава и двата езика по следната схема – първият профилиращ език се изучава през целия курс на обучение, а вторият – от IX до XII клас, с интензивно обучение в XI и XII клас. Ученическата общност периодично списва и публикува училищен вестник на гимназията, озаглавен „Делта Те“.

## Кандидатстване, прием, изпити и програма на обучението по класове

### Кандидатстване и прием
Прием на ученици в Езикова гимназия „Пловдив“ е възможен след завършен VII клас и успешно положени национални изпити по български език и литература и по математика. Документи и такси за полагане на тези приемни изпити се подават по общия ред. Класирането се извършва по бал, който се образува от удвоената оценка от изпита по български език и литература, удвоената оценка от изпита по математика и балообразуващите оценки от удостоверението за завършен седми клас.

### Програма на обучението по класове и изпити
Обучението в VIII клас протича със засилено изучаване на избрания чужд език, в зависимост от профила (Английски или Немски). В програмата за VIII клас не влизат общообразователни науки (Химия, Биология, Физика и др.). В този клас се изучават следните учебни предмети: 1. западен език (според профила – английски или немски език), Български език, Математика, Физическо възпитание и спорт (ФВС), Музика (1 час седмично) и Изобразително изкуство (1 час седмично), Философия.
От IX до XII се изучава по-широка гама общообразователни предмети. В IX клас започва интензивното изучаването на втори чужд език и общообразователни предмети. Биология и История се преподават на съответния първи чужд език (при профил „Немски език“ и „Химия“) съответно по специализирани учебници с материал за VIII клас. В IX клас се изучават следните учебни предмети: 1. чужд език, 2. чужд език, Български език и литература, Математика и информационни технологии, История, География, Философия, Биология и здравно образование, Физика и астрономия, Химия и ООП, Музика, Изобразително изкуство и ФВС. 
В Х клас продължава засиленото обучение на първи и втори чужд език, а предметите, преподавани на чужд език, отпадат и се изучават на български. В този клас се изучават следните учебни предмети: 1. чужд език, 2. чужд език, Български език и литература, Математика, Информатика и информационни технологии, История, География, Философия, Биология и здравно образование, Физика, Химия и ФВС.
В XI клас се изучават 1. чужд език, 2. чужд език, Български език и литература, Математика, История, География, Философия, Биология и здравно образование, Физика, Химия и ФВС. В XI клас учениците от профил „Английски език“ са достигнали нивото на CAE (Cambridge Certificate of Advanced English). Езикова гимназия „Пловдив“ е изпитен център за английските паралелки в Пазарджишка и Пловдивска област за придобиване на сертификата на Кеймбридж.
В XII клас отпадат предметите Химия и Биология и навлиза трети профилиращ предмет, който е по избор на учениците, в зависимост от възможностите на училището – с по четири учебни часа седмично (т.е. се изучават предметите 1. чужд език, 2. чужд език, Български език и литература, Математика, История, География, Свят и личност (социологически науки), Физика, ФВС и ЗИП (задължително избираем предмет)) След XII клас учениците полагат държавни зрелостни изпити (ДЗИ, матури), успешното полагане на които им осигурява високи възможности за последващо кандидатстване и прием във висши учебни заведения.

## Випускници
Сред медийно известните възпитаници на Пловдивската английска гимназия са:
- Жан Виденов – бивш министър-председател на България;
- Гергана Паси – бивш министър по европейските въпроси;
- Сотир Цацаров – бивш главен прокурор на Република България;
- Ангел Найденов – бивш министър на отбраната и бивш говорител на БСП;
- Емил Кошлуков – журналист, директор на БНТ и политик, основател на ПП „Новото време“;
- Румен Данов – председател на Либералния съюз,
- Момчил Андреев – изпълнителен директор на „Райфайзенбанк България“, бивш изпълнителен директор на „Българска пощенска банка“;
- Станислав Семерджиев – ректор на НАТФИЗ и др.;
- Иван Бедров – журналист;
- Мария Капон – политик;
- Юрий Щерк – български и европейски дипломат, заместник министър на външните работи (2017 – 2019 г.);
- Елена Кодинова – журналист;
- Атанас Мангъров – педиатър;
- Здравка Андонова – журналист;
- Христо Грозев – журналист;
- Слави Панайотов – влогър.

## Асоциация на завършилите (Alumni Association)
Пълното ѝ название е Асоциация на завършилите на ЕГ „Пловдив“ или PELSA (Plovdiv ELS Alumni Association). Тя е неправителствена благотворителна организация и е създадена с идеалната цел да подпомага финансово ЕГ „Пловдив“, образователните програми, учениците и учителите, както и да създава мрежа на завършилите ученици, която да улеснява комуникациата помежду им, без значение от географското им местоположение. Всички ученици, които завършат ЕГ „Пловдив“, автоматично придобиват доживотен статут като членове на PELSA.